# Robustagramma orthogonium
Robustagramma orthogonium är en tvåvingeart som beskrevs av Marshall och Xiaolong Cui 2005. Robustagramma orthogonium ingår i släktet Robustagramma och familjen hoppflugor.
Artens utbredningsområde är Peru. Inga underarter finns listade i Catalogue of Life.